# Mikoian-Gurevici I-270
Mikoian-Gurevici I-270 (denumit Tip 12 de Forțele Aeriene ale SUA) a fost prototipul unui interceptor propulsat de un motor-rachetă termochimic. Avionul a fost dezvoltat de biroul de proiectare Mikoian-Gurevici din Uniunea Sovietică, fiind destinat apărării antiaeriene punctuale. În privința conceptului și a configurației, era relativ asemănător proiectului BI-1 și este considerat a fi o dezvoltare a acestui model. Doar două prototipuri au fost construite. Ambele s-au prăbușit, proiectul fiind ulterior anulat.
Primul prototip a fost remorcat de un avion Tupolev Tu-2 în decembrie 1946, motorul fiind înlocuit cu balast. La începtul anului 1947, un al doilea prototip a fost testat, de acestă dată fiind folosit un motor-rachetă. Avionul a fost însă avariat după o aterizare scurtă și nu a mai putut fi reparat. La scurt timp după acest incident, primul prototip a fost și el distrus după o aterizare. Avansul tehnologic al turboreactoarelor și apariția rachetelor sol-aer a dus la anularea proiectului.